# Derecho civil vasco
El Derecho civil vasco es la variedad de derecho civil foral que se practica en la Comunidad Autónoma del País Vasco (España). Está regulado por la Ley vasca 5/2015, de 25 de junio, de Derecho Civil Vasco, aprobada por el Parlamento Vasco y que sustituye a la anterior Ley vasca 3/1992, del Derecho Civil Foral del País Vasco. La ley consta de un título preliminar y tres títulos que regulan los principios de derecho patrimonial, la sucesión y el régimen económico del matrimonio respectivamente.
El nuevo derecho civil vasco se fundamenta en el principio de libertad civil, que determina que todas las leyes se presumen dispositivas y que la renuncia a los derechos reconocidos en la Ley es siempre posible mientras no sea contraria al orden público o perjudique a tercero.
Para la aplicación del derecho civil vasco se tiene en cuenta la vecindad civil, que puede ser distinta de la vecindad administrativa. La vecindad civil se regula por el artículo 14 del Código Civil de España y normalmente depende del lugar de nacimiento o de la vecindad civil de los padres, aunque puede variar por distintos motivos según lo establecido en el artículo citado.
Si bien el nuevo derecho civil vasco se aplica en todo el País Vasco, mantiene las particularidades de los distintos fueros civiles que se han aplicado históricamente en distintas partes de la comunidad:
- Fuero civil de Vizcaya: Aplicable en toda el territorio histórico de Vizcaya y en las localidades alavesas de Llodio y Aramayona. Se distingue entre territorio aforado y no aforado. La principal particularidad es la existencia de «bienes troncales» sobre los que pueden establecerse condiciones sucesorias especiales, pudiendo limitar la transmisión o partición posterior de toda o parte de la herencia una vez aceptada, de forma que esos bienes troncales no puedan, por ejemplo, venderse, dividirse o dejar en herencias posteriores a miembros que no sean de la rama familiar.
- Fuero civil de la Tierra de Ayala: Aplicable en parte del valle de Ayala, tiene la particularidad de dar absoluta libertad para testar, pudiendo dejar apartados de la herencia a los herederos forzosos y no estando por tanto obligados a cumplir las disposiciones sobre las legítimas. También se reconoce el «usufructo poderoso», delegación en un usufructuario universal de la facultad de instituir sucesores, quien puede designarlos inter vivos o mortis causa.
- Fuero civil de Guipúzcoa: Basado en un sistema consuetudinario, se aplica en el territorio histórico de Guipúzcoa. La particularidad es la existencia de normas sucesorias especiales para los caseríos.

Debido a estas especifidades, el derecho civil vasco no es idéntico en toda la comunidad, existiendo variaciones incluso dentro del mismo territorio histórico según la localidad en la que se aplique. El derecho civil común del Estado se aplica de forma subsidiaria.

## Antecedentes
El año 1876 trajo consigo la pérdida de los Fueros Vascos y la instauración del sistema de Concierto económico en los territorios de Álava, Vizcaya y Guipúzcoa. Existía, no obstante, un ámbito jurídico donde la pérdida foral no había, al menos en apariencia, cambiado las cosas. Era el ámbito del derecho civil foral que, aunque fragmentado para cada Territorio Histórico, se mantenía en el contexto de la elaboración de un código civil español que se demoró durante todo el siglo XIX.
En el caso de Álava, se encontraban en vigor el Fuero civil propio en la Tierra de Ayala; el derecho castellano se aplicaba en el resto del territorio con la excepción de las localidades de Llodio y Aramayona, donde regía el Fuero Nuevo de Vizcaya de 1526. En Vizcaya, el Fuero Nuevo de 1526 regía en las anteiglesias y en la parte aforada de las villas de Vizcaya, y el derecho castellano en la parte no aforada de las villas. En Guipúzcoa, un sistema consuetudinario, no escrito, hacía posible la transmisión del caserío en su integridad a un único heredero.
Dichos Fueros sirvieron de inspiración para la Compilación de Derecho Civil Foral de Vizcaya y Álava de 1959, que incorporaba el derecho civil español como complementario y supletorio. La Constitución de 1978 supuso el mantenimiento de los derechos civiles forales haya donde existían, dando a las comunidades autónomas la facultad de actualizarlos. Tras la aprobación de la constitución, el derecho civil vasco sufrió diversas actualizaciones, hasta llegar a la actual Ley de 2015.

## Los derechos civiles locales
En algunos territorios se aplican preceptos especiales a quienes tengan vecindad civil en esos territorios, o a los bienes raíces en alguno de esos territorios. La vecindad civil local (que no siempre se corresponde con la vecindad administrativa), se superpone con la vecindad civil vasca.

### Vizcaya y parte de Álava
Disponen de vecindad civil vizcaína todos los que tengan su vecindad civil en el territorio histórico de Vizcaya o en los municipios alaveses de Llodio o Aramayona (civilmente como si fueran vizcaínos). Hasta 2015, los preceptos sobre bienes troncales se aplicaban en la tierra llana o infanzonado y en los municipios alaveses indicados, mientras que en la parte no aforada de la provincia no se aplicaban esos preceptos.
Se entiende por infanzonado o tierra llana todo el territorio histórico de Vizcaya, con excepción de la parte no aforada del territorio de las villas de Valmaseda, Bermeo, Bilbao, Durango, Ermua, Guernica y Luno, Lanestosa, Lequeitio, Marquina-Jeméin, Ondárroa, Ochandiano, Portugalete, Plencia y la ciudad de Orduña.
Hay que tener en cuenta que los límites territoriales de la tierra llana se establecieron de acuerdo a los términos municipales existentes a la entrada en vigor de la Ley vasca 3/1992, de 1 de julio, del Derecho Civil Foral del País Vasco, y que fueron aprobados por acuerdo de la Juntas Generales de Vizcaya de 4 de mayo de 1994. Las posteriores modificaciones que han sufrido algunos de los municipios indicados no alteraron los límites establecidos para la tierra llana, por lo que en los municipios indicados podía existir territorio aforado (perteneciente a la tierra llana) y no aforado, según los límites establecidos anteriormente.

### Valle de Ayala
El derecho civil propio del valle de Ayala (Álava) rige en quienes tengan vecindad civil en los términos municipales de Ayala, Amurrio y Oquendo, o en los poblados de Mendieta, Retes de Tudela, Santacoloma y Sojoguti del municipio de Arceniega. Dicho derecho civil da total libertad a la hora de testar.

### Resto de Álava
En el territorio histórico de Álava no regido por el derecho civil de Ayala o de Vizcaya, no se aplica ningún precepto especial, por lo que sus vecinos únicamente disponen de la vecindad civil vasca sin ninguna vecindad civil local. A estos vecinos se les aplican únicamente los preceptos generales del derecho civil vasco.

### Guipúzcoa
Disponen de vecindad civil guipuzcoana todos los que tengan su vecindad civil en el territorio histórico de Guipúzcoa. En este territorio se aplican normas sucesorias especiales para los caseríos.

## Derecho sucesorio
Para el caso de las sucesiones, el derecho civil vasco reconoce los pactos sucesorios realizados mediante escritura pública con preferencia sobre lo que diga el testamento, siempre que se respeten las disposiciones de la Ley (como las legítimas). Los pactos sucesorios, así como las distintas formas de testar indicadas a continuación, se reconocen a todos los ciudadanos del País Vasco, con independencia de que tengan vecindad civil vasca o no.

### Formas de testar
Para el testamento, rigen todas las formas de testar reguladas en el Código Civil y además el testamento llamado «hilburuko» o en peligro de muerte. Este testamento, para los casos de peligro inminente de muerte, se podrá otorgar ante tres testigos idóneos sin intervención de notario y sin necesidad de justificar la ausencia de fedatario público. No es necesario redactarlo por escrito cuando no lo permita la urgencia del caso, pero, una vez se haya declarado con palabras dispositivas su última voluntad, se escribirá lo antes posible. Este testamento quedará ineficaz si pasasen dos meses desde que el testador haya salido del peligro de muerte, salvo que quede incapacitado para otorgar un nuevo testamento.
También se permite el testamento mancomunado entre dos personas, solo ante notario, en el que se requiere el acuerdo de las dos personas para realizar modificaciones. Cualquiera de los dos podrá revocarlo unilateralmente realizando uno nuevo individual ante notario, el cual se lo notificará a la otra persona. En ese caso el testamento mancomunado quedará sin efecto. Igualmente quedará sin efecto en caso de disolución del matrimonio, salvo en las disposiciones a favor de los hijos menores o discapacitados.
La revocación del testamento mancomunado no podrá realizarse tras la muerte de uno de los dos otorgantes, admitiendose únicamente las modificaciones posteriores por el sobreviviente que no contradigan lo establecido.
El todos los casos el testador podrá nombrar uno o varios comisarios para elegir sucesores y repartir de los bienes de acuerdo a sus instrucciones, pudiendo nombrarse los cónyuges recíprocamente comisarios en capitulaciones matrimoniales o pacto sucesorio.

### La legítima
La legítima es una cuota sobre la herencia, que se calcula por su valor económico, y que el testador debe trasmitir obligatoriamente a los herederos forzosos o legitimarios. En el caso del derecho civil vasco, el testador puede transferir la legítima a uno solo de los legitimarios, pudiendo apartar a los demás y dejarlos sin herencia.
Se reconoce como legitimarios a los hijos o descendientes en cualquier grado, que tendrán derecho a un tercio de la herencia en conjunto (a repartir como quiera el testador), y al cónyuge viudo o miembro superviviente de la pareja de hecho, que tendrá derecho a la mitad del usufructo de todos los bienes del causante si concurriere con descendientes, o a dos tercios en caso contrario. No se reconocen como legitimarios a los padres o ascendientes, aún en el caso de que no se tuvieran hijos ni descendientes.

### La troncalidad
Se entiende por troncalidad, a la propiedad de los bienes raíces situados en la tierra llana de Vizcaya y en los términos municipales alaveses de Aramayona y Llodio. La troncalidad tiene como objetivo proteger el carácter familiar del patrimonio. Las normas sobre la troncalidad prevalecen sobre la legítima, pero cuando el tronquero sea legitimario, los bienes troncales que se le asignen se imputarán a su legítima.
El propietario de los bienes troncales solamente puede disponer de ellos, en actos inter vivos o mortis causa, respetando los derechos que los parientes tronqueros hayan establecido. Estos bienes solamente son troncales si existen parientes tronqueros. En el caso de que sean adquiridos por un tercero, dejan de ser bienes troncales hasta que vuelvan a ser transmitidos a un descendiente estableciendo una nueva troncalidad.
Son parientes tronqueros, siempre por consanguinidad o adopción, en la línea recta descendente los hijos y demás descendientes, y en la línea recta ascendente los ascendientes por la línea de donde proceda el bien raíz, cualquiera que sea el título de adquisición. En la línea colateral, son tronqueros los parientes colaterales dentro del cuarto grado por la línea de donde procede el bien raíz.
Respecto de los bienes raíces adquiridos por los cónyuges durante la vigencia de un matrimonio, o por los miembros de una pareja de hecho durante la vigencia de la misma, ambos cónyuges o miembros de la pareja de hecho son tronqueros. Aunque estos bienes se transmitan a los hijos o descendientes, los cónyuges o miembros de la pareja de hecho adquirentes siguen siendo tronqueros de la línea ascendente, cualquiera que sea el grado de parentesco con el descendiente titular.
Solo las personas con vecindad civil en Vizcaya (sea en tierra llana o no) o en las localidades alavesas de Aramayona o Llodio, podrán establecer la troncalidad de los bienes raíces indicados. Esta troncalidad se mantiene para todos los parientes tronqueros tengan vecindad civil vasca o no, quienes tienen preferencia ante cualquier acto de disposición de los bienes tanto inter vivos como mortis causa.

### Derecho civil en el valle de Ayala
Los que ostenten la vecindad civil local ayalesa pueden disponer libremente de sus bienes por testamento, donación o pacto sucesorio, a título universal o singular, pudiendo apartar a los legitimarios (herederos forzosos) de la herencia, no estando por tanto obligados a cumplir las disposiciones sobre la legítima.
También pueden constituir a título gratuito inter vivos o mortis causa un «usufructo poderoso». Se entiende por usufructo poderoso el que concede al usufructuario la facultad de disponer a título gratuito, de la totalidad o parte de los bienes a favor de los hijos o descendientes del constituyente y otras personas señaladas expresamente por el mismo. El constituyente puede ampliar, restringir o concretar el contenido del usufructo poderoso. Cuando se concede un poder testatorio se entiende otorgado el usufructo poderoso, salvo disposición expresa en contrario.

### Sucesión del caserío en Guipúzcoa
El caserío es una explotación agrícola o ganadera familiar constituida por una casa de labor, con diversos elementos muebles, semovientes, derechos de explotación, maquinaria, instalaciones y una o varias heredades, tierras o montes. Estas tierras o heredades pueden o no estar contiguos a la casa de labor y reciben la denominación de pertenecidos del caserío.
Se reconoce el derecho consuetudinario (no escrito) para la transmisión sucesoria del caserío, por el que tradicionalmente se deja todo el caserío con sus pertenecidos a un único heredero.

## Régimen económico matrimonial
El régimen económico matrimonial, será el establecido por el matrimonio en capitulaciones matrimoniales. A falta de este, se regirá por la sociedad de gananciales, salvo que ambos contrayentes sean vecinos de la tierra llana de Vizcaya, de Aramayona o de Llodio, en cuyo caso se regirá por el de comunicación foral de bienes.
Cuando solo uno de los cónyuges tenga vecindad civil en la tierra llana de Vizcaya, en Aramayona o en Llodio, regirá, a falta de pacto, el régimen de bienes correspondiente a la primera residencia habitual común de los cónyuges, y a falta de esta, la que corresponda al lugar de celebración del matrimonio.

### Régimen de comunicación foral de bienes
En este régimen económico matrimonial, se harán comunes todos los bienes, derechos y acciones de ambos cónyuges, de la procedencia que sean, tanto los que sean anteriores a la celebración del matrimonio como los conseguidos durante este y sea cual fuere el lugar en que radiquen.
Durante la vigencia de la comunicación foral, la distinción entre bienes gananciales y bienes privativos de cada cónyuge se ajustará a las normas de la sociedad de gananciales, aplicándose las mismas normas en caso de disolución del matrimonio (por separación o divorcio). Sin embargo, si el matrimonio se disuelve por fallecimiento de uno de los cónyuges dejando hijos o descendientes comunes,  la comunidad de bienes se consolidará, con lo que todos los bienes de los cónyuges, tanto los privativos de ambos cónyuges como los gananciales, ya sean adquiridos a título oneroso (salarios, beneficios empresariales, etc.), ya sean adquiridos a título gratuito (herencias, donaciones, etc.), se dividirán por mitad entre el cónyuge viudo y los herederos del otro. Esta última norma no se aplica si al fallecimiento no hay hijos o descendientes comunes.

## Uso de lenguas cooficiales
Los actos y contratos podrán formalizarse en cualquiera de las lenguas oficiales de la Comunidad Autónoma del País Vasco (Euskera o Castellano). Los documentos públicos se redactarán en el idioma oficial del lugar de otorgamiento convenido, y si hubiera más de uno, en el que las partes acuerden. En caso de discrepancia entre las partes, se redactará en las lenguas oficiales existentes. Las copias se expedirán en el idioma oficial del lugar, pedido por el solicitante.